# Nurzec
Nurzec [ˈnuʐɛt͡s] là một con sông ở phía đông bắc Ba Lan, một nhánh của sông Bug. Nó chảy qua khu vực địa lý được biết đến ở Ba Lan là Wysoczyzny Podlasko-Bialoruskie (cao nguyên của Podlaskie và Belarus). Về mặt hành chính, nó nằm trong Podlaskie Voivodeship và Masovian Voivodeship.
Khu vực thoát nước có diện tích 2.102 kilômét vuông (812 dặm vuông Anh) được chứa trong vùng đất mezoregion được gọi là Równina Bielska (Đồng bằng Bielsk) và Wysoczyzna Wysokomazowiecka (Cao nguyên Masovian).
Nurzec nổi lên ở vùng đầm lầy phía đông nam Czeremcha tại Stawiszcze gần biên giới với Belarus. Nơi hợp lưu của nó với sông Bug nằm gần ngôi làng Wojtkowice Stare ngay phía nam Ciechanowiec.
Con thác của Nurzec cao khoảng 75 mét (246 ft) từ độ cao nguồn của nó và có vị trí khoảng 180 mét (590 ft) trên mực nước biển, đến độ cao của dòng thác là 105,4 mét (345,8 ft).

## Phụ lưu
- Bờ trái: Nurczyk, Leszczka, Czarna, Siennica, Kukawka, Pełchówka
- Bờ phải: Bronka, Mień (với Markówka)

## Thị trấn và làng mạc
Các thị trấn và làng lớn nằm bên bờ sông Nurzec:
- Czeremcha
- Kleszczele
- Boćki
- Brahsk
- Ci cơowiec